# Javier García Coll
Javier García Coll (Madrid, Comunidad de Madrid, 20 de mayo de 1964) es un exjugador de baloncesto español que ocupaba la posición de alero. 

## Trayectoria
Se formó en las categorías inferiores del Real Madrid, aunque fue en el Estudiantes donde más temporadas jugó, estando siete temporadas consecutivas. Después jugaría en tres equipos madrileños, el CD Cajamadrid, CB Collado Villalba y el Európolis Las Rozas. En 1993 se encontraba sin equipo y en el Real Madrid  solo contaba en los entrenamientos. Su trabajo convenció al por entonces entrenador blanco Clifford Luyk, y García Coll aprovechó la oportunidad acomplándose perfectamente al rol de jugador de equipo, en la que la defensa era su especialidad. Fue campeón de Europa con el Real Madrid en 1995, siendo titular en la final, y pieza importante toda la temporada, la siguiente campaña siguió en el Real Madrid, y al finalizar la temporada se retiró.

## Palmarés
- 1985-86 Copa Príncipe de Asturias. Estudiantes Caja Postal. Campeón.
- 1987 Universiada. Selección de España Promesas. Zagreb. Medalla de Bronce
- 1993-94 ACB. Real Madrid. Campeón.
- 1994-95 Liga Europea. Real Madrid. Campeón.

## Otros cargos
- 1997-98 Real Madrid. Delegado del primer equipo.
- 1997-98 Real Madrid. Segundo entrenador ayudante de Tirso Lorente.
- También ha sido Director de Marketing y Director de Coordinación del Real Madrid.
- En la Actualidad es Director de Servicios al Área Deportiva del Real Madrid.